# Plithocyon
Plithocyon — вимерлий рід геміціонових хижих епохи міоцену, ендемік Північної Америки та Європи. Він жив від ~ 15.97—11.61 млн років.

## Види
- Plithocyon antunesi Ginsburg & Morales, 1998
- Plithocyon armagnacensis Ginsburg, 1955
- Plithocyon barstowensis Frick, 1926
- Plithocyon bruneti Ginsburg, 1980
- Plithocyon conquense Ginsberg
- Plithocyon ursinus Cope, 1875